# Alchemilla grossheimii
Alchemilla grossheimii är en rosväxtart som beskrevs av Sergei Vasilievich Juzepczuk. Alchemilla grossheimii ingår i släktet daggkåpor, och familjen rosväxter. Inga underarter finns listade i Catalogue of Life.